# Clusia major
Clusia major là một loài thực vật có hoa trong họ Bứa. Loài này được L. mô tả khoa học đầu tiên năm 1753.

## Hình ảnh

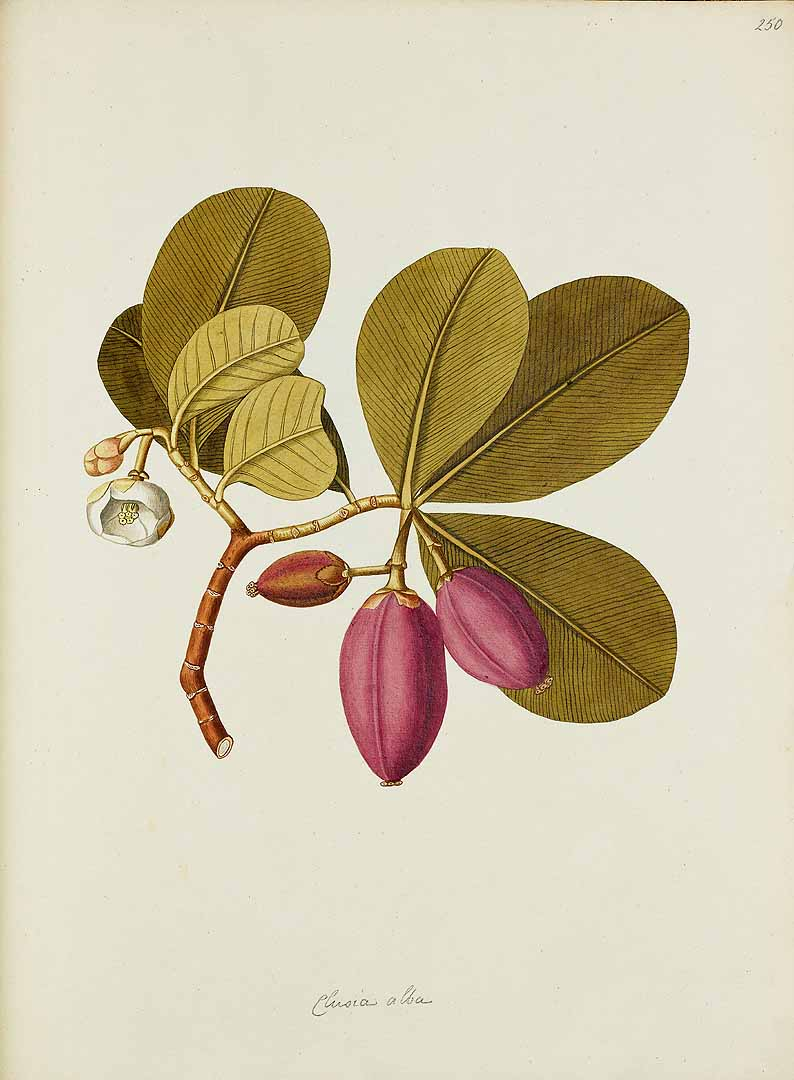